# .cd
.cd је највиши Интернет домен државних кодова (ccTLD) за Демократску Републику Конго. Направљен је 1997. године као замена за .zr (Заир) НИДдк, који је избачен и касније обрисан 2001. године.
Осим за резервисана имена као што су .com.cd, .net.cd, .org.cd и остали, било која особа на свету може да региструје .cd домен уз надокнаду, од чега већи део иде у владу и људе државе. Име домена је популарно (па самим тим економски вредно) јер је мнемоник за CD, односно компакт-диск (остали слични домени су .fm, .am, .tv и .dj).